# Stenehed

Stenehed är ett område med fornminnen i Hällevadsholm, Munkedals kommun. Förutom ett gravfält och en skeppssättning finns det här nio bautastenar resta på en lång rad. Ursprungligen var det elva eller tolv stenar. 
Bland de sägner som finns om platsen är den mest kända den om mötet mellan Kung Rane och Drottning Hud. Drottningen som var imponerad av kungens mod hade lovat honom sin hand. När hon med sitt följe anlände till Rane, på den höjd där Svarteborgs kyrka nu ligger, hade han ändrat sig. Hon skall då i vredesmod ha bränt ner borgen och sagt: "Hittills har du kallats Raneborg men hädanefter skall du heta Svarteborg". Kungen hämnades genom att först mörda drottningen och därefter hennes flyende brudfölje just på platsen som nu heter Stenehed. Stenraden skall enligt sägnen ha rests till minne av de dödade personerna. Drottning Hud är enligt sägnen begravd vid gården Hud i Tanums kommun cirka tio kilometer nordnordväst om Stenehed.

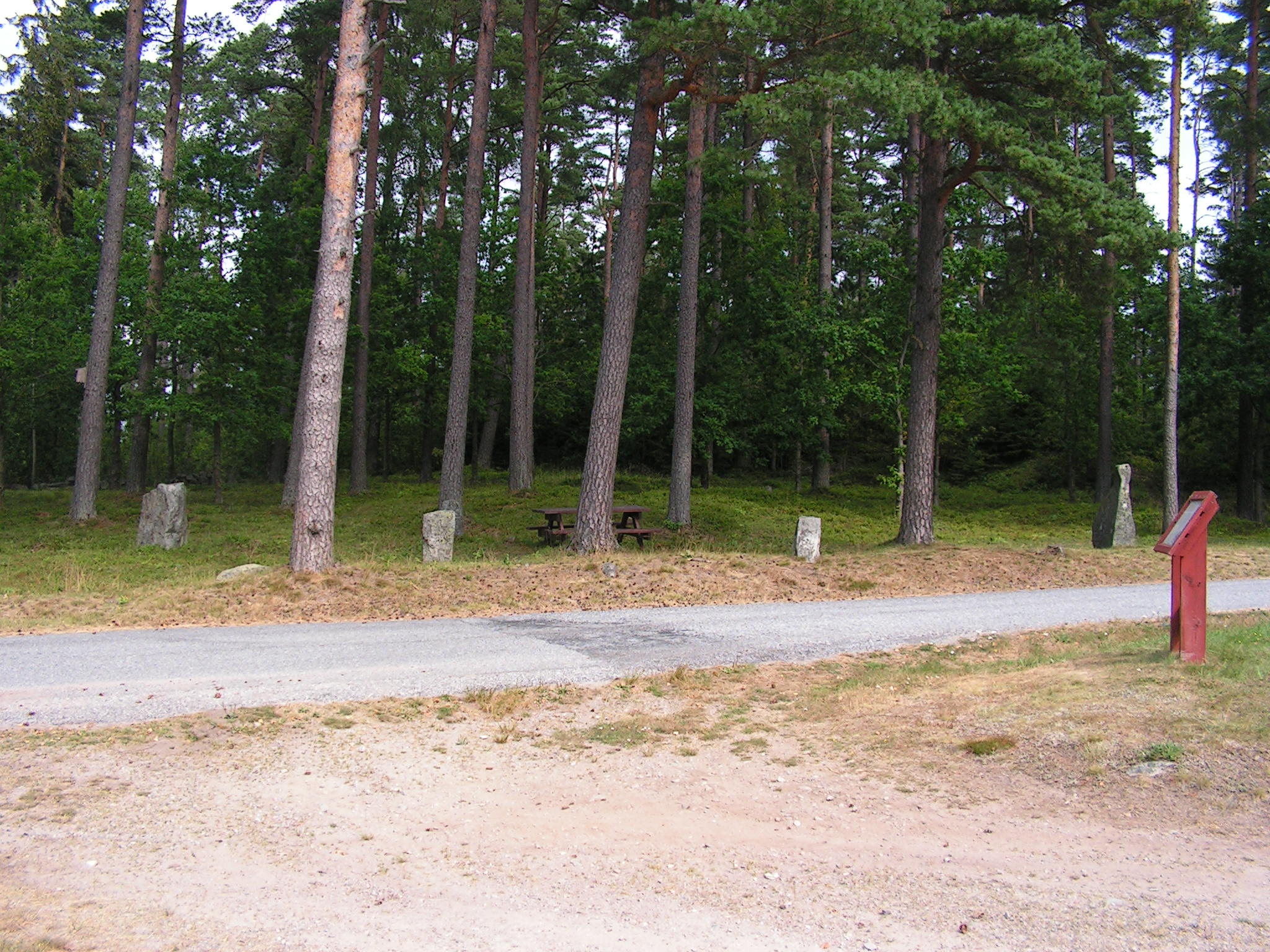
Skeppssättning
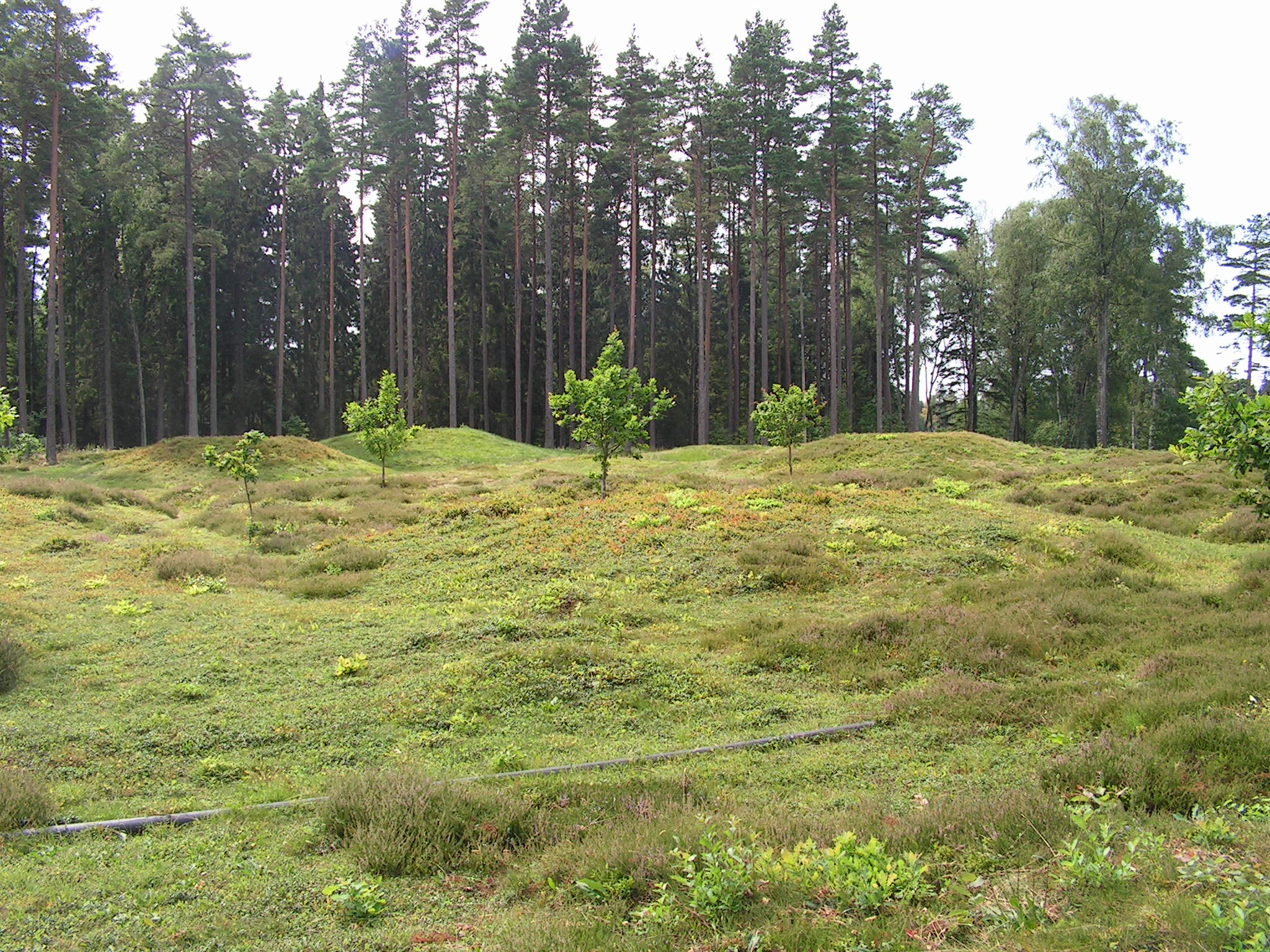
Gravfält
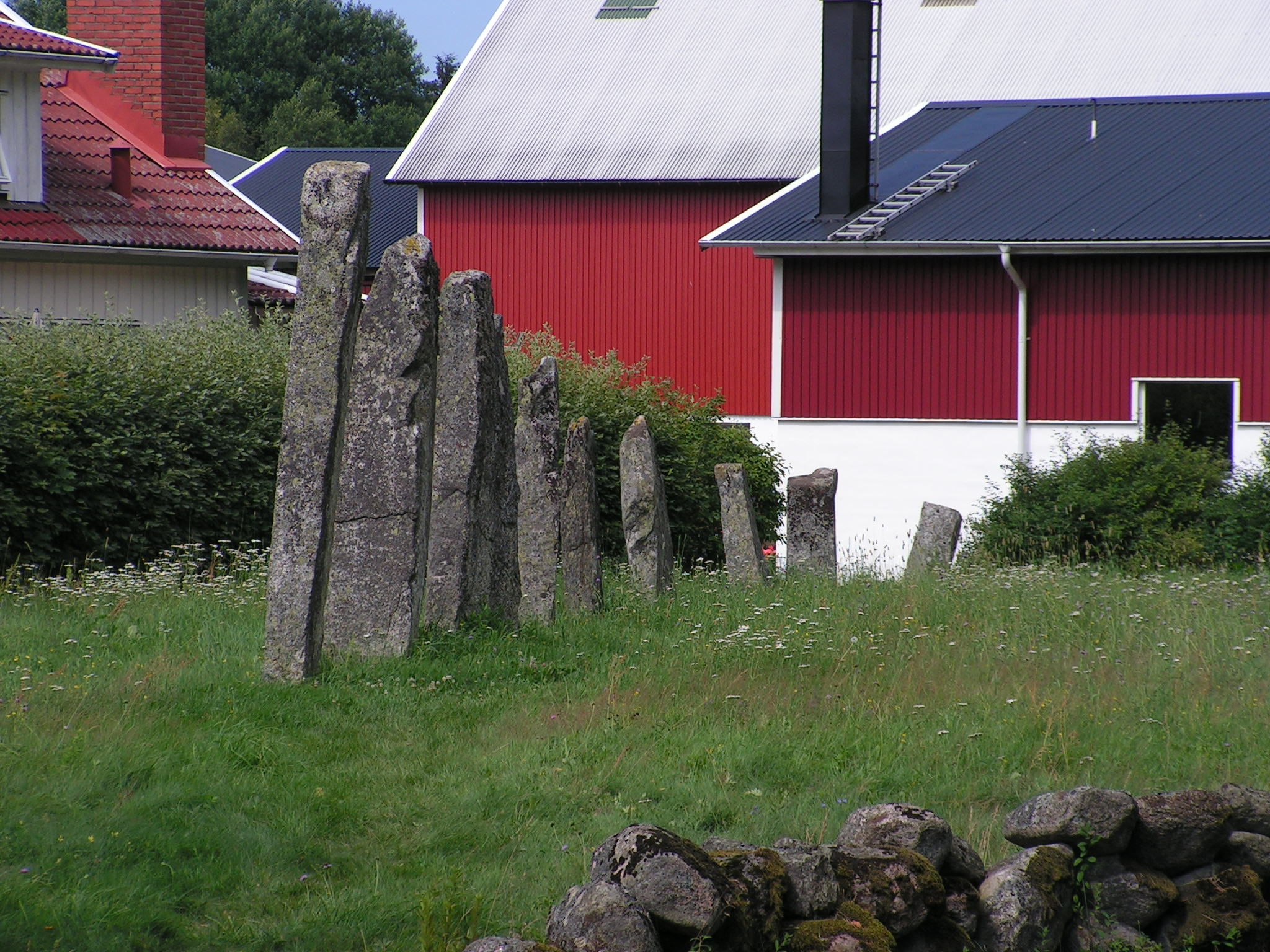
Bautastenar
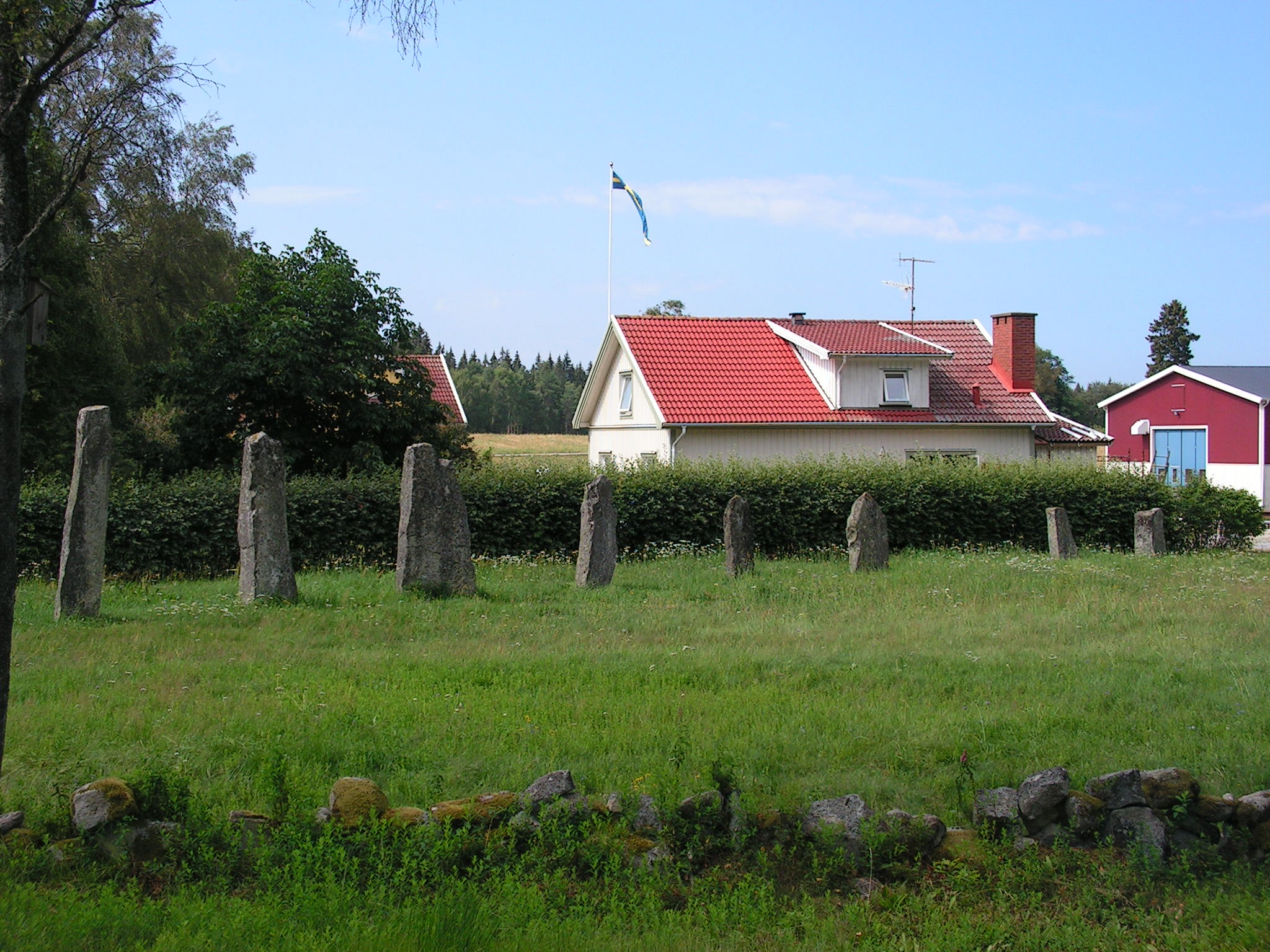
Bautastenar